# Frans Van Hellemont
Frans Van Hellemont (Tielt-Winge, 26 maggio 1917 – Tienen, 11 febbraio 1986) è stato un ciclista su strada e ciclocrossista belga professionista dal 1939 al 1948.

## Carriera
Nel 1944 divenne campione nazionale nella gara di ciclocross davanti a Lode Poels. Nel ciclismo su strada, Nel 1939, si classificò secondo nella corsa Gand-Wevelgem, dietro ad André Declerck.

## Palmarès
- 1940

Circuito di Tienen
- 1945

Heistse Pijl